# Pál Rosty
Pál Rosty (ur. 24 listopada 1886 w Rzymie, zm. 28 września 1912 w Budapeszcie) – szermierz, szpadzista reprezentujący Królestwo Węgier, uczestnik letnich igrzysk olimpijskich w 1912 roku.